# Conus melvilli
Conus melvilli é uma espécie de gastrópode do gênero Conus, pertencente à família Conidae.